# To-y
To-Y (яп. トーイ) — манга и OVA-аниме авторства Ацуси Камидзё, рассказывающие о панк-рок группе GASP и их попытках получить звукозаписывающий контракт и стать звёздами.
Манга издавалась в журнале Weekly Shonen Sunday с 1985 по 1987 год. Издательство Shogakukan перездало мангу в 10 томах, а на 30-летие сделало перевыпуск в 5 томах 

## Сюжет аниме
To-y — вокалист панк-группы GASP, обладающий модельной внешностью, на коею и положила глаз влиятельный продюсер поп-музыки в Японии, захотев сделать Тоя новым идолом своего бренда. Но для истинного рокера это позор всей жизни. А продюсеры, как известно, никакими грязными методами не гнушаются, лишь бы добиться своего… И как же GASP выйдут из данной ситуации?..

## Персонажи
- To-Y, настоящее имя Той Фудзии (яп. 藤井冬威 Фудзии То:й) — вокалист GASP. Возраст — 16 лет. Учится в первом классе старшей школы.

Сэйю: Канэто Сиодзава
- Ния Ямада (яп. 山田二矢 Ямада Ния) — нэко-мими, по её утверждению, является любовницей (愛人）　Тоя. Ей 15 лет. Часто её ошибочно принимают за мальчика, так как она ходит в мальчишеской одежде и у неё короткие волосы.

Сэйю: Nokko
- Соноко Моригаока (яп. 森が丘園子 Моригаока Соноко) (настоящее имя Хидэро Коисикава (яп. 小石川日出郎 Коисикава Хидэро:) — кузина Тоя.

Сэйю: Мицуки Яёи
- Исами — бас-гитарист GASP. Уходит от них из-за того, что, как он считает, «группа, которая не может играть, — не группа!», но в день концерта возвращается, заявив Тою, что не мог слушать, как он терзает его бас-гитару.

Сэйю: Тацуо Ямада
- Сёдзи — гитарист GASP. Остался в группе, как и Момо, когда GASP распались. Его семья держит магазин спиртных напитков.

Сэйю: Тосихико Сэки
- Момо (Го Момомото (яп. 桃元郷 Момомото Го:)) — ударник GASP, лидер группы.

Сэйю: Тэссё Гэнда
- Кайэ — вокалист группы P-Shock, друг Тоя. Ему 14 лет.

Сэйю: Кадзуюки Согабэ
- Ёдзи Айкава (яп. 哀川陽司 Аикава Ё:дзи) — поп-звезда.

Сэйю: Наоя Утида